# فيليب أوزوالد
فيليب أوزوالد (بالألمانية: Philipp Oswald)‏ مواليد 23 يناير 1986 في النمسا، هو لاعب كرة مضرب نمساوي يلعب باليد اليمنى. أعلى تصنيف له في الفردي كان المركز الـ 206 في سنة 2009. بينما في الزوجي كان أعلى تصنيف له هو المركز 37 سنة 2015.

## روابط خارجية
- فيليب أوزوالد على موقع رابطة محترفي التنس (الإنجليزية)
- فيليب أوزوالد على موقع الاتحاد الدولي لكرة المضرب (الإنجليزية)
- فيليب أوزوالد على موقع كأس ديفيز (الإنجليزية)
- فيليب أوزوالد على موقع خلاصة التنس.كوم (الإنجليزية)
- فيليب أوزوالد على موقع إي إس بي إن.كوم (الإنجليزية)
- فيليب أوزوالد على موقع أوليمبيديا (الإنجليزية)

الصفحة الخاصة باللاعب فيليب أوزوالد في موقع رابطة محترفي كرة المضرب.